# Saut en hauteur masculin aux championnats du monde d'athlétisme 1987
L'épreuve de saut en hauteur masculin des championnats du monde d'athlétisme de 1987 se déroule les 5 et 6 septembre de cette même année dans le Stade olympique de Rome en Italie, remportée par le Suédois Patrik Sjöberg.
Navigation
1983 1991

## Résultats

### Finale
| Rang          | Athlète             | Pays                 | Essais | Essais | Essais | Essais | Essais | Essais | Essais | Essais | Marque | Notes |
| Rang          | Athlète             | Pays                 | 2,15m  | 2,20m  | 2,25m  | 2,29m  | 2,32m  | 2,35m  | 2,38m  | 2,40m  | Marque | Notes |
| ------------- | ------------------- | -------------------- | ------ | ------ | ------ | ------ | ------ | ------ | ------ | ------ | ------ | ----- |
| Médaille d'or | Patrik Sjöberg      | Suède                | -      | -      | o      | -      | o      | o      | o      | xxx    | 2.38 m | CR    |
| ex æquo       | Igor Paklin         | Union soviétique     | -      | o      | o      | xxo    | o      | xo     | xxo    | xxx    | 2.38 m |       |
| ex æquo       | Hennadiy Avdyeyenko | Union soviétique     | -      | o      | o      | o      | o      | xxo    | xxo    | xxx    | 2.38 m |       |
| 4e            | Dietmar Mögenburg   | Allemagne de l'Ouest | -      | -      | o      | o      | o      | o      | x      | xx     | 2.35 m |       |
| 5e            | Clarence Saunders   | Bermudes             | -      | o      | o      | -      | o      | xxx    |        |        | 2.32 m |       |
| 6e            | Sorin Matei         | Roumanie             | -      | o      | xxo    | o      | o      | x      | xx     |        | 2.32 m |       |
| 7e            | Ján Zvara           | Tchécoslovaquie      | o      | o      | o      | o      | xxo    | xxx    |        |        | 2.32 m |       |
| 8e            | Carlo Thränhardt    | Allemagne de l'Ouest | -      | -      | o      | o      | xxx    |        |        |        | 2.29 m |       |
| 9e            | Javier Sotomayor    | Cuba                 |        |        |        |        |        |        |        |        | 2.29 m |       |
| 10ès ex æquo  | Krzysztof Krawczyk  | Pologne              |        |        |        |        |        |        |        |        | 2.25 m |       |
| 10ès ex æquo  | Geoff Parsons       | Royaume-Uni          |        |        |        |        |        |        |        |        | 2.25 m |       |
| 12ès ex æquo  | Tom McCants         | États-Unis           |        |        |        |        |        |        |        |        | 2.25 m |       |
| 12ès ex æquo  | Arturo Ortiz        | Espagne              |        |        |        |        |        |        |        |        | 2.25 m |       |
| 14e           | Gerd Nagel          | Allemagne de l'Ouest |        |        |        |        |        |        |        |        | 2.20 m |       |
| 15ès ex æquo  | Robert Marinov      | Bulgarie             |        |        |        |        |        |        |        |        | 2.20 m |       |
| —             | Sergey Malchenko    | Union soviétique     |        |        |        |        |        |        |        |        | NM     |       |

### Légende
Records et Performances
- AR : Record continental (area record)
- CR : Record des championnats (championship record)
- MR : Record du meeting (meet record)
- NR : Record national (national record)
- OR : Record olympique (olympic record)
- PR : Record paralympique (paralympic record)
- PB : Record personnel (personal best)
- SB : Meilleure performance personnelle de la saison (season's best)
- WL : Meilleure performance mondiale de l'année (world leader)
- WJR : Record du monde junior (world junior record)
- WR : Record du monde (world record)

Circonstances et Conditions
- DNF : N'a pas terminé (did not finish)
- DNS : N'a pas pris le départ (did not start)
- DQ : Disqualification (disqualification)
- NM : Aucun essai valable enregistré (No Mark)
- Q : Qualifié « directement » au prochain tour (ou à la prochaine compétition), lors d'une compétition majeure, grâce au classement ou à la réalisation des minima (automatic qualifier)
- q : Qualifié au prochain tour (ou à la prochaine compétition), lors d'une compétition majeure, grâce au repêchage ou à la réalisation de l'une des meilleures performances parmi celles des « non qualifiés directement » (grâce au meilleur temps ou à la meilleure distance par exemple) (secondary qualifier)